# Чемпіонат України з настільного тенісу 2021
Чемпіонат України з настільного тенісу 2021 року — першість України з настільного тенісу, що проходила з 30 січня по 2 лютого 2021 року в місті Чернігів (Чернігівська область) під егідою Федерації настільного тенісу України (ФНТУ).
Змагання проходили в спортивному залі СК «Хімік» по вулиці Івана Мазепи, 88, Чернігів, Чернігівська область.

## Переможці
- Командна першість. Чоловіки:

1. Київ (Євген Прищепа, Ярослав Жмуденко, Антон Лімонов, Олексій Рибка, Вадим Грибан)
2. Чернігівська область (Віктор Єфімов, Андрій Гребенюк, Іван Май, Олександр Говорунець)
3. Дніпропетровська область-2 (Олександр Малов, Микита Завада, Сергій Барановський, Володимир Бурилов, Денис Калачевський)
4. Київ-2 (Всеволод Брояковський, Назар Третяк, Дмитро Яремчук, Богдан Сінькевич, Кирило Юрченко)

- Командна першість. Жінки:

1. Київ (Маргарита Песоцька, Анастасія Димитренко, Вероніка Гуд, Ганна Фарладанська, Олена Пентюк)
2. Харківська область (Тетяна Біленко, Ганна Гапонова, Поліна Шумакова, Ганна Сирота, Валерія Пономаренко)
3. Київ-2 (Вікторія Кондратенко, Валерія Степановська, Олена Налісниковська, Аліна Куртенко, Аліна Видрученко)
4. Луганська область (Вероніка Матюніна, Іоланта Євтодій, Софія Шередега, Віолетта Афанасьєвська, Олена Чернявська)

- Особиста першість. Чоловіки:

1. Євген Прищепа (Київ).
2. Ярослав Жмуденко (Умань).
3. Антон Лімонов.

- Особиста першість. Жінки:

1. Соломія Братейко (Жовква).
2. Іоланта Євтодій (Одеса).
3. Вікторія Кондратенко (Донецьк).

- Парний жіночий розряд:

1. Соломія Братейко — Вероніка Гуд.
2. Ганна Фарландська — Анастасія Димитренко.
3. Іоланта Євтодій — Вероніка Матюніна.
4. Олена Налісниковська — Степановська Валерія.

- Парний чоловічий розряд:

1. Євген Прищепа — Ярослав Жмуденко.
2. Денис Калачевський — Валентин Юнчик.
3. Андрій Гребенюк — Дмитро Яремчук.
4. Дмитро Асєєв — Ярослав Олеськевич.

- Парний змішаний розряд:

1. Віктор Єфімов — Анастасія Димитренко.
2. Соломія Братейко — Дмитро Яремчук.
3. Антон Лімонов — Вероніка Гуд.
4. Вікторія Кондратенко — Богдан Сінькевич.